# Daniel Lichard
Daniel Gabriel Lichard (17. ledna 1812, Slovenská Ľupča – 17. listopadu 1882, Skalica) byl slovenský spisovatel, učitel, první slovenský profesionální novinář, vydavatel, jeden ze zakladatelů slovenské odborné terminologie a jedna z největších osobností slovenské národní minulosti.

## Život
Narodil se v rodině evangelického faráře a vzdělání získával v Slovenské Ľupči, v letech 1821–1823 na gymnáziu v Rimavské Sobotě, v letech 1823–1828 na lyceu v Kežmarku a v letech 1828–1834 v Bratislavě. Zde se stal spoluzakladatelem a aktivním členem „Literární jednoty“ při Ústavu řeči a literatury československé na evangelickém lyceu, ze které vzniklo pod vedením Ľudovíta Štúra významné národní hnutí. Později pokračoval ve studiu na teologické fakultě ve Vídni, kde studoval v letech 1834–1837, ale knězem byl jen krátkou dobu (v roce 1837 byl kaplanem v Tisovci). Centrem jeho zájmu se stalo novinářství, ekonomika, přírodní vědy a jejich popularizace. V letech 1838–1844 byl profesorem na lyceu v Banské Štiavnici, kde vyučoval i matematiku a fyziku, ale od roku 1847 se již profesionálně věnoval novinařině. V roce 1847 vydal první ročník svého kalendáře Domová pokladnica, pak následovaly Noviny pre hospodárstvo, remeslo a domáci život (Noviny pro hospodářství, řemeslo a domácí život).
Zúčastnil se politických bojů o národní a společenskou emancipaci Slováků v revoluci 1848–1849, 20. března 1849 byl účastníkem slovenského poselstva k císaři Františku Josefovi I.

## Charakteristika
Rozsah publicistické činnosti Daniela Licharda je úctyhodný. Jen počet článků, které napsal, je odhadován na více než 5 000. Lichard se od roku 1847 až do své smrti v roce 1882, tedy skoro plných 35 let, věnoval výhradně próze a novinařině. Byl prvním profesionálním slovenským novinářem. Tvrdilo se o něm, že v těchto letech neuplynul ani jediný den, ve kterém by něco nebyl napsal. Napsal třináct velkých knih, asi 35 menších, 35 ročníků časopiseckých a nesčíslně menších prací v jiných vydáních. „Dohromady by jeho díla dala skoro 90 svazků různé velikosti“, řekl v nekrologu o něm Svetozár Hurban-Vajanský.
Daniel Lichard byl všestranným lidově-výchovným, organizátorským pracovníkem a publicistou. V kruhu štúrovců se stal významným popularizátorem vědeckých poznatků, předním průkopníkem spisovné slovenštiny, tvůrcem a propagátorem slovenské odborné terminologie. Stal se přímým zástupcem Juraje Fándlyho, Gašpara Fejérpataky-Belopotockého, Juraje Palkoviče a dalších ve vydávání lidově-výchovné a popularizačně-vědecké literatury, brožur, kalendářů, časopisů, novin apod. Byl po dlouhá léta propagátorem družstevního hnutí, zakladatelem pomocných pokladen, obilných skladů a jiných svépomocných spolků, v pravém smyslu slova učitelem lidu, jeho rádcem při výnosnější hospodaření. Pavol Országh Hviezdoslav jej pojmenoval „gazdom nad gazdov“. Účinně spojoval teorii s praxí, hlásal a propagoval technický pokrok, který napomáhal hospodářské prosperitě slovenských řemeslníků a drobných obchodníků. Jeho novinářské dílo patří ke klasickým hodnotám dějin slovenského novinářství. Z novotvarů, které ve svých pracích využíval, se trvalou součástí živého jazyka stala například slova rušeň, škripec, náradie, tekutina a mnoha jiných.

## Tvorba
První básnické pokusy začal psát v době studií ve Vídni a uveřejňoval je v časopisech Plody (1836) a Hronka (1837). Později se věnoval zejména naučné literatuře a novinařině. Z jeho rozsáhlejších prací lze zmínit gramatiku italštiny, jde o první učebnici italštiny, kterou napsal Slovák. Zajímavá je i jeho příručka matematiky, která se užívala za jeho života i dlouhá léta poté na středních školách horního Uherska. Jeho nejobsáhlejší prací popularizující přírodní vědy a nové, pokrokové formy hospodaření je dvoudílná Slovenská obrázková čítanka hospodárska z roku 1882, jakási suma jeho celoživotních znalostí z této oblasti. Velkou pomocí rolníkům byly i jeho brožury různorodého obsahu: Poučenie o cholere, Naše nové peníze (1858), Rozhovory o Matici slovenskej, Malý gazda (1867, 1869, 1870, 1875), Malá gazdiná (1871, 1877) a Malý účtovník (1874). Velké obliby mezi vesnickým lidem a slovenskými maloburžoazní vrstvami dosáhly jeho kalendáře (ve skutečnosti spíše lidové encyklopedie). Byla to především Domová pokladnica (1847-1851). Na ni navázal kalendář Časník (1856–1858), v letech 1865-1883 znovu Domová pokladnica a v letech 1867–1868 Slovenský kalendár. Redigoval také dva ročníky reprezentačního Matičného kalendára.

## Novinářská činnost
Svou novinářskou činnost zahájil roku 1848 vydáváním Novin pro hospodářství, řemeslo a domácí život, které však vycházely pouze půl roku. Po revoluci roku 1849 krátce vydával politické noviny Slovenskí pozorňík s přílohou Žitva, která měla podtitul Listy pre ľud hospodársky. Skoro třináct let byl redaktorem vídeňských Slovenských novin a téměř dvacet let vydával nejvýznamnější slovenské hospodářské noviny minulého století Obzor (1863–1882). V tomto přehledu nejsou uvedeny jeho příspěvky v jiných slovenských ani cizojazyčných novinách a časopisech.

## Dílo

### Knižní díla
- 1837 – Gramatica linguae italicae… (Vídeň)
- 1842 – Mathematikai előcsarnok (Bratislava)
- 1845 – Reč oltární…  (Bratislava)
- 1846 – Kratičký obsah učení křesťanského… (Skalica)
- 1849 – Poučení o cholere (Skalica)
- 1858 – Naše nové peníze (Vídeň)
- 1865 – Rozhovory o Matici slovenskej (Vídeň)
- 1867 – Malý gazda (Skalica)
- 1871 – Malá gazdiná (Skalica)
- 1874 – Malý účtovník (Skalica)
- 1882 – Slovenská obrázková čítanka hospodárska, I. a II. díl (Martin)

### Ostatní díla
- 1847 / 1851 a 1863 / 1864 – Domová pokladnica, kalendář
- 1856 / 1858 – Časník, kalendář
- 1865 / 1883 – Slovenský kalendár
- 1866 / 1867 – Národný kalendár

## Rodina
- otec: Daniel Gabriel Lichard
- matka: Anna roz. Messerschmidtová
- manželka: Kristína roz. Vrchovská